# Yvonne Knudsen
Yvonne Knudsen, född den 7 augusti 1964 i Gentofte, Danmark, är en dansk kanotist.
Hon tog bland annat VM-guld i K-1 500 meter i samband med sprintvärldsmästerskapen i kanotsport 2011 i Szeged.